# إليزابيث فرانسيس
إليزابيث فرانسيس (25 يوليو 1909 - 22 أكتوبر 2024) هي معمرة أمريكية، وهي أكبر شخص معمر في الولايات المتحدة منذ وفاة إيدي تشيكاريلي في 22 فبراير 2024، وحتى وفاتها في 22 أكتوبر 2024.

## سيرة
ولدت فرانسيس، وهي أمريكيية من أصل أفريقي ، في أبرشية سانت ماري، لويزيانا،  في 25 يوليو 1909، على الرغم من أنها لم تكن متأكدة من المدينة التي ولدت فيها. توفيت والدتها عام 1920، وتم إرسالها هي وإخوتها الخمسة إلى منازل مختلفة. تم إرسالها إلى هيوستن، تكساس، حيث نشأت على يد خالتها. كانت تعيش بجوار أختها الكبرى بيرثا جونسون (6 أغسطس 1904 - 21 فبراير 2011)، قبل أن تموت جونسون عن عمر يناهز 106 أعوام،  وكانت هي وفرانسيس من بين أكبر الأشقاء سنًا على الإطلاق. ولها أخت أخرى عاشت حتى سن 95 عامًا، وتوفي والدها عندما كان عمره 88 عامًا.
قامت فرانسيس بتربية ابنتها كأم عزباء. انتقلت إلى منزلها الأخير في عام 1999 وعاشت هناك حتى وفاتها، حيث عاشت مع ابنتها دوروثي ويليامز البالغة من العمر 96 عامًا (ولدت في 1 سبتمبر 1928)، وكانت تعتني بها حفيدتها إيثيل هاريسون البالغة من العمر 69 عامًا. كان ويليامز أكبر شخص في العالم وله ولد واحد على قيد الحياة. 
في سبعينيات القرن العشرين، أدارت فرانسيس مقهى في محطة تلفزيون KTRK-TV في هيوستن، وعملت هناك لأكثر من 20 عامًا. كانت أيضًا منخرطة جدًا في كنيستها، كنيسة الرجاء الصالح المعمدانية التبشيرية. لم تتعلم فرانسيس القيادة مطلقًا، لذا كانت تستخدم الحافلة أو تعتمد على أفراد الأسرة في النقل. لقد استخدمت الكرسي المتحرك منذ عام 2016. تجنبت فرانسيس التدخين والكحول طوال حياتها وكانت تزرع الخضروات في حديقتها الخلفية. وقد عزت عمرها الطويل إلى إيمانها بالله.
في 22 فبراير 2024، أصبحت فرانسيس أكبر شخص معمر في الولايات المتحدة بعد وفاة إيدي سيكاريلي من كاليفورنيا عن عمر ناهز 116 عامًا. بعد وفاة الإسبانية ماريا برانياس، المولودة في أمريكا، عن عمر ناهز 117 عامًا في 19 أغسطس 2024، أصبحت أكبر شخص أمريكي مولود في أمريكا وثالث أكبر شخص حي في العالم .
توفيت في 22 أكتوبر 2024، عن عمر يناهز 115 عامًا و89 يومًا.  بعد وفاتها، أصبحت نعومي وايتهايد من جرينفيل، بنسلفانيا ، أكبر شخص معمر في الولايات المتحدة.